# Lampona molloy
Lampona molloy is een spinnensoort uit de familie Lamponidae. De soort komt voor in Queensland.